# Kirkby Fleetham with Fencote
Kirkby Fleetham with Fencote – civil parish w Anglii, w North Yorkshire, w dystrykcie (unitary authority) North Yorkshire. W 2011 civil parish liczyła 560 mieszkańców.